# Modest
Modest je moško osebno ime.

## Izvor imena
Ime Modest izhaja iz latinskega imena Modestus, ki ga razlagajo iz latinske besede modestus v pomenu »zmeren, skromen, ponižen; dobrosrčen, pošten«  

## Različice imena
- moška različica imena: Modja
- ženska različica imena: Modesta

## Tujejezikovne različice imena
- pri Nemcih: Modestus

## Pogostost imena
Po podatkih Statističnega urada Republike Slovenije je bilo na dan 31. decembra 2007 v Sloveniji število moških oseb z imenom Modest: 13.

## Osebni praznik
V koledarju je ime Modest zapisano 31. marca (Sveti Modest, Krški škof, † 31. mar. 767).

## Zanimivost
Škof Modest je bil irski menih, ki so ga leta 755 iz Salzburga poslali v Karantanijo, kjer je takrat vladal knez Hotimir, oznanjevat krščanstvo. Njegov grob je v Marijini cerkvi v Gospe Sveti na Koroškem.

## Znani nosilci imena
- Modest Šraj